# Unterhermsgrün
Unterhermsgrün ist ein Ortsteil der Großen Kreisstadt Oelsnitz/Vogtl. im sächsischen Vogtlandkreis. Er wurde am 1. Oktober 1934 nach Oberhermsgrün eingemeindet, mit dem er am 1. Januar 1994 zur Stadt Oelsnitz/Vogtl. kam.

## Geografie

### Lage und Verkehr
Der Ortsteil Unterhermsgrün liegt im Süden der Stadt Oelsnitz/Vogtl. Er befindet sich im Westen des Vogtlandkreises und im sächsischen Teil des historischen Vogtlands. Geografisch liegt Unterhermsgrün im Zentrum des Naturraums Vogtland (Übergang vom Mittelvogtländischen Kuppenland zum Oberen Vogtland). Der durch den Ort fließende Oberhermsgrüner Bach mündet im Ort in die Weiße Elster, welche die östliche Ortsgrenze bildet.
Die Bahnstrecke Plauen–Cheb führt direkt östlich des Orts ohne Halt vorbei. Auf dem anderen Ufer der Weißen Elster verläuft die Bundesstraße 92, welche über eine Brücke erreichbar ist.
Der Ort ist mit der vertakteten RufBus-Linie 56 des Verkehrsverbunds Vogtland an Oelsnitz, Eichigt und Haselrain angebunden. In Bergen besteht Anschluss an den RufBus nach Adorf. Der Ort Dreihöf an der B 92 wird von der TaktBus-Linie 92 nach Plauen, Adorf und Bad Elster bedient.

### Nachbarorte
| Lauterbach    | Oelsnitz/Vogtl.                             |                 |
| Oberhermsgrün | Kompassrose, die auf Nachbargemeinden zeigt | Görnitz         |
|               | Hundsgrün                                   | Unterwürschnitz |

## Geschichte
Das Waldhufendorf Unterhermsgrün wurde im Jahr 1378 als „Nydern Hermansgrune“ erwähnt. Bezüglich der Grundherrschaft unterstand der Ort um 1542 anteilig der Pfarre zu Oelsnitz, dem Rat zu Oelsnitz und als Amtsdorf direkt dem Amt Voigtsberg. Um 1764 lag die Grundherrschaft anteilig beim Rittergut Unterhermsgrün und anteilig als Amtsdorf beim Amt Voigtsberg. Bis 1856 gehörte Unterhermsgrün zum kursächsischen bzw. königlich-sächsischen Amt Voigtsberg. 1856 wurde der Ort dem Gerichtsamt Oelsnitz und 1875 der Amtshauptmannschaft Oelsnitz angegliedert. Kirchlich ist Unterhermsgrün seit jeher nach Oelsnitz gepfarrt. Das Rittergut Unterhermsgrün befand sich 1910 im Besitz von Franz Mensch, ab 1920 im Besitz von Max und Hermann Müller und 1925 im Besitz von Alfred Gumpert. Dieser wurde im Zuge der Bodenreform in der Sowjetischen Besatzungszone im Jahr 1945 enteignet. Nachdem das Herrenhaus des Ritterguts 1948 abgerissen wurde, blieb nur ein Wirtschaftsgebäude erhalten, das heute Wohnzwecken dient.
Am 1. Oktober 1934 wurde Unterhermsgrün nach Oberhermsgrün eingemeindet. Durch die zweite Kreisreform in der DDR kam die Gemeinde Oberhermsgrün mit ihrem Ortsteil Unterhermsgrün im Jahr 1952 zum Kreis Oelsnitz im Bezirk Chemnitz (1953 in Bezirk Karl-Marx-Stadt umbenannt), der im Jahr 1990 als sächsischer Landkreis Oelsnitz fortgeführt wurde und 1996 im Vogtlandkreis aufging. Durch die Eingemeindung von Oberhermsgrün in die Stadt Oelsnitz/Vogtl. wurde am 1. Januar 1994 auch Unterhermsgrün ein Ortsteil von Oelsnitz/Vogtl.